# Karel Senecký
Karel Senecký (* 17. März 1919 in Prag; † 28. April 1979 ebenda) war ein tschechoslowakischer Fußballspieler.

## Karriere

### Vereine
Senecký begann in Nusle für den Prager Stadtteilverein SK Nusle mit dem Vereinsfußball. Im weiteren Verlauf gelangte er nach Jugoslawien und gehörte – zuletzt im Jahr 1936 – Hajduk Split an. In die Tschechoslowakei zurückgekehrt, spielte er von 1937 bis 1955 ausschließlich für Sparta Prag, der ab der Spielzeit 1948 mehrere Namensänderungen erfuhr, in der höchsten Spielklasse, die durch vier unterschiedliche Namen geprägt war. Während seiner Vereinszugehörigkeit bestritt er für den Verein 352 Erstligaspiele, in denen er 50 Tore erzielte, gewann sechsmal die Tschechoslowakische Meisterschaft und einmal die Meisterschaft im bis 1945 bestehenden Protektorat Böhmen und Mähren. Des Weiteren bestritt er in drei aufeinanderfolgenden Jahren sieben Spiele im Wettbewerb um den Mitropapokal, den er mit seiner Mannschaft 1938 gewann. Das in Hin- und Rückspiel ausgetragene Finale gegen Ferencváros Budapest endete am 4. September in Prag mit 2:2-Unentschieden, am 11. September in Budapest mit dem 2:0-Sieg. Seine Spielerkarriere ließ er dort ausklingen, wo alles begann – beim SK Nusle.

### Nationalmannschaft
Senecký bestritt in einem Zeitraum von zwölf Jahren 21 Länderspiele für die Nationalmannschaft der Tschechoslowakei. Sein Debüt als Nationalspieler am 3. Oktober 1937 im Stadion Letná beim 5:4-Sieg im Freundschaftsspiel gegen die Nationalmannschaft Jugoslawiens krönte er sogleich mit seinem ersten Länderspieltor, dem Treffer zum 3:1 in der 43. Minute. In seinen folgenden vier Freundschaftsspielen gelangen ihm ebenso viele Tore. Mit der Mannschaft nahm er auch an der Weltmeisterschaft 1938 in Frankreich teil. Im Viertelfinalwiederholungsspiel am 14. Juni 1938 in Bordeaux bei der 1:2-Niederlage gegen die Seleção bestritt er sein einziges Turnierspiel. Nach dem Ende des Zweiten Weltkriegs kam er in den Jahren 1946, 1947 und 1948 noch einmal in insgesamt 14 in Freundschaft ausgetragenen Länderspielen zum Einsatz. Sein letzter Einsatz erfolgte am 29. August 1948 in Sofia bei der 0:1-Niederlage gegen die Nationalmannschaft Bulgariens.

## Erfolge
- Mitropapokal-Sieger 1938
- Tschechoslowakischer Meister 1938, 1939, 1946, 1948, 1952, 1954
- Meister des Protektorats Böhmen und Mähren 1944